# ابوالقاسم اونجور بن اخشید

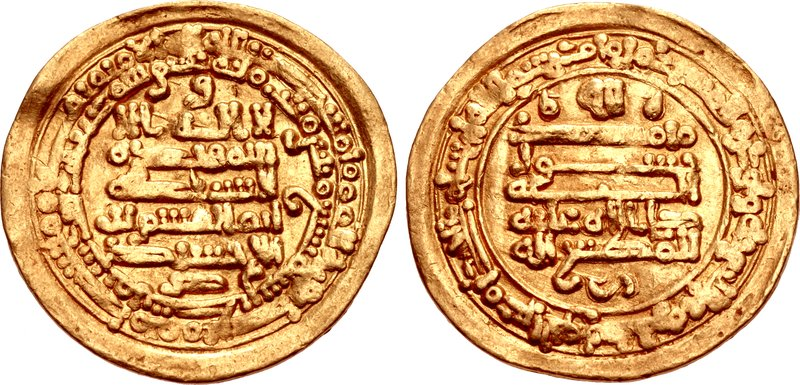
دینار طلای ابوالقاسم اونجور ضرب سال ۹۴۹ یا ۵۰ میلادی

ابوالقاسم اونجور بن اخشید (عربی: أبو القاسم أنوجور بن الإخشید) دومین فرمانروای دودمان آل اخشید بود که بر مناطقی از مصر، شام و حجاز حکومت داشته و تحت لوای خلافت عباسی بودند. اونجور از ۹۴۶ تا ۹۶۱ رسماً حاکم اخشیدیان بود لیکن قدرت در دست ابوالمسک کافور قرار داشت.